# Döringsberg
Döringsberg (česky doslovně Döringův vrch) je 464 m vysoký vrch na území města Neustadt in Sachsen (místní část Rugiswalde) v zemském okrese Saské Švýcarsko-Východní Krušné hory v Sasku.

## Charakteristika
Vrch leží v německé části Šluknovské pahorkatiny (Lausitzer Bergland) a její mesogeochoře Západní hornolužická vrchovina (Westliches Oberlausitzer Bergland). Geologické podloží tvoří dvojslídý hybridní granodiorit, který narušují žíly doleritu. Převládajícím půdním typem je podzolová kambizem, kterou doplňují na vodní toky vázané gleje a pseudogleje. Při jihovýchodním úpatí protéká Langburkersdorfský potok, který je považován za zdrojnici Polenze. Celý vrch tak náleží k povodí Labe a k úmoří Severního moře. Většina vrcholové části je zalesněna jehličnatým lesem s převahou smrku ztepilého (Picea abies), dolní části svahů jsou využívány jako zemědělská půda. Jihovýchodně od vrcholu se nachází bývalý kamenolom. Ze západního svahu se na sousední Knoffenberg (484 m) táhne v délce asi 300 metrů kamenná zeď nazývaná Scheuchenmauer. Pochází z počátku 18. století a sloužila pro vymezení hranic panství a jako bariéra pro pasoucí se dobytek.